# Oreodera rufofasciata
Oreodera rufofasciata là một loài bọ cánh cứng trong họ Cerambycidae.